# Srbská mužská volejbalová reprezentace
Srbská volejbalová reprezentace mužů reprezentuje Srbsko na mezinárodních volejbalových akcích, jako je mistrovství světa nebo mistrovství Evropy.

## Mistrovství světa
| Rok/pořádající země        | Účast                           |
| -------------------------- | ------------------------------- |
| MS 2006 Japonsko           | 4. místo                        |
| MS 2010 Itálie             | Bronzová medaile                |
| MS 2014 Polsko             | 9. místo                        |
| MS 2018 Itálie, Bulharsko  | 4. místo                        |
| MS 2022 Polsko / Slovinsko | 9. místo                        |
| Celkem                     | Účast – 4× · – 0× · – 0× · – 1× |

## Mistrovství Evropy
| Rok/pořádající země                                  | Účast              |
| ---------------------------------------------------- | ------------------ |
| ME 2003 Německo                                      | 4. místo           |
| ME 2005 Srbsko a Černá Hora                          | Bronzová medaile   |
| ME 2007 Rusko                                        | Bronzová medaile   |
| ME 2009 Turecko                                      | 5. místo           |
| ME 2011 Rakousko, Česko                              | Zlatá medaile      |
| ME 2013 Polsko, Dánsko                               | Bronzová medaile   |
| ME 2015 Bulharsko, Itálie                            | 7. místo           |
| ME 2017 Polsko                                       | Bronzová medaile   |
| ME 2019 Belgie, Francie, Nizozemsko, Slovinsko       | Zlatá medaile      |
| ME 2021 Polsko, Česko, Estonsko, Finsko              | 4. místo           |
| ME 2023 Itálie, Bulharsko, Severní Makedonie, Izrael | 6. místo           |
| Celkem                                               | – 2× · – 0× · – 4× |

## Olympijské hry
| Rok/pořádající země     | Účast                           |
| ----------------------- | ------------------------------- |
| LOH 2004 Athény         | 5. místo                        |
| LOH 2008 Peking         | 5. místo                        |
| LOH 2012 Londýn         | 10. místo                       |
| LOH 2016 Rio de Janeiro | Bez účasti                      |
| LOH 2020 Tokio          | Bez účasti                      |
| Celkem                  | Účast – 3× · – 0× · – 0× · – 0× |